# Claremont Profile Method
Metoda wielokrotnych wariantów (ang. Claremont Profile Method) – naukowa metoda klasyfikacji manuskryptów Nowego Testamentu.
Metoda wielokrotnych wariantów została opracowana w latach sześćdziesiątych XX wieku  przez Ernesta Cadmana Colwella i jego studentów – Paula McReynoldsa i Frederika Wisse. Metoda ta została opracowana ze względu na niesatysfakcjonujący charakter klasyfikacji dokonanej przez Sodena.
Frederik Wisse próbował ustalić dzięki niej dokładną i szybką procedurę klasyfikacji dowolnego rękopisu Nowego Testamentu, co miało pozwolić na wskazanie głównych przedstawicieli określonych tradycji tekstualnych i ustalenie charakteru tekstualnego danego rękopisu. To umożliwiało ustalenie, jakie rękopisy powinny być cytowane w aparacie krytycznym.
Praca Wisse’a ogranicza się tylko do trzech rozdziałów Ewangelii Łukasza: 1, 10 i 20. Wisse tą metodą sklasyfikował ok. 1400 manuskryptów NT (według R. Waltza ok. 1500 manuskryptów) . Wisse twierdził, że tą metodą może w 30 minut ustalić charakter tekstualny dowolnego dotychczas niebadanego rękopisu.

## Profil w Łk 1
Słowa przed klamrą pochodzą z wydania Nestle-Alanda, słowa po klamrze to tekst rękopisów. Profil rękopisu jest tworzony na drodze zliczania podanych tu testowych lekcji, ile razy rękopis zgadza się z pogrubionymi wariantami. Warianty nie pogrubione to textus receptus.
- Łk 1,2 (1 lekcja) — παρεδοσαν ] παρεδοκαν
- Łk 1,7 (2 lekcja) — ην η ελισαβετ ] η ελισαβετ ην
- Łk 1,7 (3 lekcja) — η ] brak
- Łk 1,8 (4 lekcja) — εναντι ] εναντιον
- Łk 1,9 (5 lekcja) — κυριου ] θεου
- Łk 1,10 (6 lekcja) — ην του λαου ] του λαου ην
- Łk 1,14 (7 lekcja) — επι ] εν
- Łk 1,14 (8 lekcja) — γενεσει ] γεννεσει
- Łk 1,15 (9 lekcja) — του ] brak
- Łk 1,15 (10 lekcja) — κυριου ] θεου
- Łk 1,16 (11 lekcja) — επι ] προς
- Łk 1,17 (12 lekcja) — ετοιμασαι ] + τω
- Łk 1,21 (13 lekcja) — εθαυμαζον ] εθαυμαζεν
- Łk 1,22 (14 lekcja) — εδυνατο ] ηδυνατο
- Łk 1,22 (15 lekcja) — αυτοις ] brak
- Łk 1,22 (16 lekcja) — διεμενε(ν) ] διεμεινε
- Łk 1,23 (17 lekcja) — επλησθησαν ] επληρωθησαν
- Łk 1,24 (18 lekcja) — ταυτας τας ημερας ] τας ημερας ταυτας
- Łk 1,25 (19 lekcja) — επειδεν ] εφειδεν
- Łk 1,26 (20 lekcja) — απο ] υπο
- Łk 1,26 (21 lekcja) — του ] brak
- Łk 1,26 (22 lekcja) — Ναζαρεθ ] Ναζαρετ
- Łk 1,27 (23 lekcja) — οικου ] οικου και πατριας
- Łk 1,29 (24 lekcja) — δε ] δε ιδουσα
- Łk 1,29 (25 lekcja) — επι τω λογω διεταραχθη ] διεταραχθη επι τω λογω
- Łk 1,29 (26 lekcja) — τω λογω ] τω λογω αυτου
- Łk 1,30 (27 lekcja) — ο αγγελος αυτη ] αυτη ο αγγελος
- Łk 1,34 (28 lekcja) — εσται ] εσται μοι
- Łk 1,35 (29 lekcja) — γεννωμενον ] γεννωμενον εκ του
- Łk 1,39 (30 lekcja) — αναστασα δε ] και αναστασα
- Łk 1,39 (31 lekcja) — δε ] brak
- Łk 1,41 (32 lekcja) — 'τον ασπασμον της μαριας η ελισαβετ ] η ελισαβετ τον ασπασμον της μαριας
- Łk 1,42 (33 lekcja) — ανεφωνησε(ν) ] ανεβοησε(ν)
- Łk 1,44 (34 lekcja) — εν αγαλλιασει το βρεφος ] το βρεφος εν αγαλλιασει
- Łk 1,45 (35 lekcja) — εσται ] εσται η
- Łk 1,50 (36 lekcja) — γενεας και γενεας ] γενεαν και γενεαν TR reads: γενεας και γενεαν
- Łk 1,55 (37 lekcja) — εις τον αιωνα ] εως αιωνος
- Łk 1,57 (38 lekcja) — τη ] της
- Łk 1,59 (39 lekcja) — ημερα τη ογδοη ] ογδοη ημερα
- Łk 1,61 (40 lekcja) — οτι ] brak
- Łk 1,61 (41 lekcja) — εκ της συγγενειας ] εν τη συγγενεια
- Łk 1,62 (42 lekcja) — αυτο ] αυτον
- Łk 1,63 (43 lekcja) — εστι(ν) ] εσται
- Łk 1,65 (44 lekcja) — και εγενετο ] εγενετο δε
- Łk 1,65 (45 lekcja) — παντα ] brak
- Łk 1,66 (46 lekcja) — αυτου ] αυτων
- Łk 1,67 (47 lekcja) — επροφητευσε(ν) ] προφητευσε
- Łk 1,69 (48 lekcja) — εν ] εν τω
- Łk 1,70 (49 lekcja) — αγιων ] αγιων των
- Łk 1,74 (50 lekcja) — χειρος ] χειρος των
- Łk 1,74 (51 lekcja) — εχθρων ] εχθρων ηνων
- Łk 1,75 (52 lekcja) — ημεραις ] ημεραις της ζωης
- Łk 1,77 (53 lekcja) — αυτων ] ημων
- Łk 1,80 (54 lekcja) — ισραηλ ] λαον

## Przykład klasyfikacji rękopisów
Przykład klasyfikacji minuskułowych rękopisów Nowego Testamentu (minuskuły 791-797).
| Gregory No. | Data | Klasyfikacja v. Sodena | Łk 1 | Łk 10 | Łk 20 | Komentarz                         |
| ----------- | ---- | ---------------------- | ---- | ----- | ----- | --------------------------------- |
| 791         | XII  | Kak                    | 22a  | NP    | 22a   |                                   |
| 792         | XIII | Kak?                   | Mix  | Mix   | Mix   | para z 2643                       |
| 793         | XII  | Kx                     | Kx   | NP    | Kx    | Cl 183                            |
| 794         | XIV  | Kx                     | Kmix | NP    | Kmix  |                                   |
| 795         | XIV  | Kx                     | Kx   | NP    | Kx    |                                   |
| 796         | XI   | Iκ                     | Kx   | Kx    | Kx    |                                   |
| 797         | XIV  | Kx                     | Kr   | NP    | Kr    | Podgrupa 35; fragmentaryczny w 20 |